# Baba Dochia
Baba Dochia (o Baba Odochia) simboleggia uno dei più importanti miti rumeni. Ci sono molte versioni di questo mito, il cui nome sembra derivare dal calendario bizantino, che in data 1º marzo celebre la santa martire Evdokia.
Una delle varianti è il mito "Traiano e Dochia" del quale il famoso critico letterario George Călinescu dice che è "il risultato di tutta l'esperienza di vita del popolo rumeno". Si dice che Dochia fosse la figlia del re Decebalo, della quale si innamorò Traiano. Perseguitata dalle truppe di Traiano, si nascose sulla montagna sacra, Ceahlău con le pecore. Venne aiutata dalla Vergine, che la trasformò insieme al suo gregge in un complesso di rocce.
Un'altra versione racconta che Baba Dochia aveva un figlio, di nome Dragobete, che si sposò contro la volontà della madre. Per tormentare la nuora, in una fredda giornata d'inverno, le diede un gomitolo di lana così sporca da essere nera e la mandò al fiume a lavarlo, dicendole di non tornare fino a quando la lana non fosse diventata bianca. La ragazza cercò di lavare la lana, ma anche se le sue dita cominciarono a sanguinare, il colore della lana rimaneva ancora nero.
Per la disperazione, perché non poteva tornare a casa dall'amato marito, cominciò a piangere. Impressionato dal dolore della ragazza, il Signore Gesù Cristo le apparve sulla strada e le diede un fiore rosso, dicendole di lavare la lana con quello. Ringraziandolo, la ragazza mise i fiori in acqua, lavò la lana e constatò con stupore che la lana si era sbiancata.
Felice di aver portato a buon fine questo difficile compito, rivolse i suoi passi verso casa, ma non fu bene accolta, la suocera, al contrario, sentendo la storia di questa ragazza accusò il suo Mărțișor (così lo chiamava la ragazza perché non aveva riconosciuto Gesù) di essere il suo amante.
Dopo questo evento, Dochia partì con la sua mandria verso la montagna, convinta che la primavera fosse già arrivata, altrimenti Mărțișor come avrebbe potuto avere un fiore? Durante il suo viaggio, si tolse, a uno a uno, i dodici cojoc che indossava. Ma il tempo cambiò. Quanto era stato bello l'inizio della giornata, così volse al brutto. Nevicava e tutto iniziava a congelare. Dochia rimase congelata con le sue pecore, trasformandosi, secondo la leggenda, in pietra.
Le rocce possono essere viste ancora oggi sul monte Ceahlău e sono una testimonianza vivente del mito rumeno.